# یوژف موراوتز
یوژف موراوتز (مجاری: József Moravetz; ۱۴ ژانویهٔ ۱۹۱۱ – ۱۶ فوریهٔ ۱۹۹۰) بازیکن فوتبال اهل رومانی بود.
وی همچنین در تیم ملی فوتبال رومانی بازی کرده‌است.